# Брендон Томас Льямас
Брендон Томас Льямас (ісп. Brandon Thomas Llamas, нар. 4 лютого 1995, Сантаньї) — іспанський футболіст, нападник грецького клубу ПАОК.

## Ігрова кар'єра
Народився 4 лютого 1995 року в містечку Сантаньї на Майорці в родині англійця та іспанки. Вихованець футбольної школи місцевої «Мальорки».
У дорослому футболі дебютував 2012 року виступами за головну команду «Мальорка», хоча згодом протягом декількох сезонів грав насамперед за другу команду клубу.
2017 року перейшов до французького «Ренна», у складі якого протягом сезону не зумів стати основним гравцем, після чого повернувся на батьківщину, ставши гравцем «Осасуни». Протягом частини 2020 року грав за «Жирону», після чого повернувся до «Осасуни». 
2021 на правах оренди став гравцем «Леганеса».